# Charles-François Daubigny
Charles François Daubigny (født 15. februar 1817 i Paris, død 19. februar 1878 sammesteds) var en fransk landskabsmaler og raderer. 
Charles François Daubigny blev elev af sin far, maleren Edme François Daubigny (1789-1843), senere af Hippolyte Delaroche. Under hårdt, ihærdigt arbejde, der af hensyn til livsopholdet ofte var af ret håndværksmæssig natur, illustrationer en masse etc., kæmpede han sig langsomt frem til anerkendelse; en møjsommelig sammensparet sum gav ham i hans tidlige ungdom midler til en rejse til Italien; først i 1850’erne slog han helt igennem ved sine naturalistiske landskabsstudier. 1851 udstillede han således Vaskepiger fra Oulins, der ligesom Optevoz-Dalen, Sluse i Optevoz-Dalen (1855), Foraar (kornmark med blomstrende æbletræer; begge disse arbejder i Louvre), Oises Bredder (1857, museum i Bordeaux), Fra Villerville (museum i Marseille), Vinhøst, Høst (Louvre) med flere, gjorde betydelig lykke og gav fransk landskabskunst kendelige stød fremad. Daubignys herskende evne er en ubestikkelig sandhed i naturskildringen, der skyr alle tillavninger og arrangerede lyseffekter, og som med forkærlighed opsøger ganske jævne og enkle motiver: Flodbredder fra Paris’ omegn, franske kystegne, hollandske kanalpartier og lignende; for at komme naturen så nær ind på livet som muligt og aflure den dens træk lod han sig i dagevis af strømmen føre ned langs Oises og Seines bredder i sin båd, sit svømmende atelier; men idet Daubigny, den udprægede naturalist, der ville gengive naturen ligetil, som den var, fæstnede lyset og luften til sin pensel og stræbte efter en sluttet kraftig helhedsvirkning, bibragte han sine landskaber et stemningselement af gribende overbevisende sandhed; i de senere år blev hans pensel bredere, mere summarisk over for enkeltheder, for at opnå større stemningskraft (Lever de Lune, 1865 etc.). Anekdoten om den brystsyge, der foran et af Daubignys malerier udbrød: Nu kan jeg bedre trække Vejret, er i alt fald betegnende for hans mesterskab som friluftsmaler. Daubigny var også en dygtig raderer; blandt hans raderinger kan fremhæves suiten Voyage en bâteau (1862). Han er repræsenteret i kunstmuseum i København; på den franske udstilling i København 1914 sås bl.a. det storladne Marine (1874), Høst og Villerville; Lavvande (1871).